# Calamodes melanaria
Calamodes melanaria là một loài bướm đêm trong họ Geometridae.